# Mandžurija
Mandžurija (kineski 满洲/滿洲, Mănzhōu) je regija na sjeveroistoku Narodne Republike Kine i malom dijelu Ruske Federacije. Graniči na zapadu s Mongolijom, na sjeveru i sjeveroistoku s Ruskom Federacijom, na jugoistoku sa Sjevernom Korejom te na moru graniči s Japanom.

Postoji nekoliko definicija o geografskom smještaju i veličini Mandžurije, no jedna od prihvaćenijih jest ta da se prostire od Pekinga pa sjeverno i sjeveroistočno do granice sa susjednim državama.

## Gospodarstvo
Početkom 80-ih godina 20. stoljeća sjeveroistok Kine je sa samo osam posto stanovništva davao 16% industrijskog proizvoda zemlje i time postao jedna od najbogatijih regija u društvu prividne jednakosti. Međutim, u samo dva desetljeća Mandžurija je znatno nazadovala, te od bogate regije postala sinonim za nerazvijenost i podsjetnik na komunističko ustrojstvo u Kini za vrijeme Mao Ce Tunga, dok su se južniji obalni gradovi veoma uspješno uglavili u globalno gospodarstvo.

## Etimologija
Ime Mandžurija na kineskom znači cijeli kontinent. Vjerojatno opisuje koliko je posebna ta regija.

## Vanjske poveznice
- (hrv.) National Geographic: Mandžurija ide dalje  Arhivirana inačica izvorne stranice od 4. ožujka 2016. (Wayback Machine)